# توریا (هندوئیسم)
توریا (توریه) (انگلیسی: turiya)، مرتبهٔ ممتاز آگاهی است که مقام شعور و هشیاری محض است.

## آگاهی و آزادی
در مرتبهٔ ممتاز آگاهی (turiya) که مقام شعور و هشیاری محض است روح همچون هستی و جوهر و منشأ کلیهٔ شناخت‌ها متجلی است و این مرتبهٔ آگاهی فقط از طریق آزادی حاصل می‌شود.

## آگاهی کامل
توریا، مرتبهٔ چهارم وجود که مقام بی مقامی و در حکم بُعد تنزیهی و جنبهٔ لایتناهی و سرمدی برهمن است. و در این مرتبه موجب خاموشی کلیهٔ رنج‌ها است. و آن یزدان (īśānaḥ)، گردانندهٔ ابدی و عاری از ثنویت و منشأ کلیهٔ هستی‌ها است.
مرتبهٔ بیداری و رؤیا در بند سلسلهٔ علت و معلول است، مرتبه خواب عمیق فقط علت است و نه معلول و مقام «توریا» نه علت است و نه معلول. و آن مقام نظارت و شهادت بر همه چیز (sarvakrk) و آگاهی کامل است.

## تحولات آگاهی
توصیفات اوپانیشاد از توریا، مانند تعین ناپذیری و منتفی بودن از هر چه کثرت است، و بالنتیجه همان آتمن و نظر مطلق کلیهٔ تحولات و تجلیات مراتب آگاهی است.

## روح
روح، هنگام حصول شناخت با اینکه در خود شناخت مستتر و متجلی است معذلک او را در این فعل، اصل ادراک کننده و فاعل به حساب می‌آورند و نه منفعل و معلوم.

## برهمن
اصل واقعی عالم و ذات نامتناهی برهمن است و آتمن، بازتاب برهمن در مملکت وجود انسان است.